# 黄金のラフ〜草太のスタンス〜
『黄金のラフ〜草太のスタンス〜』（おうごんのラフ そうたのスタンス）は、なかいま強による日本の漫画。『ビッグコミック』（小学館）にて、1999年より2011年まで連載された、ゴルフを題材とした漫画である。作者の他の作品同様、多彩なキャラクターが脇を締めている。番外編として、サブキャラクターのマイト竿崎を主人公とした読切『黄金のラフ〜マイトのステータス〜』が同誌の2014年4号に、続編『黄金のラフII〜草太の恋〜』が同誌の2014年から2019年まで連載された。

## ストーリー
全18ホールをバーディー制覇することが夢である筋肉馬鹿の藤本草太、コース戦略や芝目の読みに優れる小心者の太子治、スイング理論は優れるが小柄で非力な谷田部光一。まったく勝てないプロゴルファー3人は、互いに足りない才能を補い合うために、チームきりたんぽを結成する。
草太がプレイヤー、太子がキャディー、谷田部がスイングコーチとして役割分担した3人は、最初の試合チワワンオープンでトップ争いをして善戦する。草太を毛嫌いするゴルフ界トップで元大関のマイト竿崎、草太をライバル視するアマチュアゴルフ界からのエリート花咲司など、個性的なライバル達との熾烈な戦いを経て、確実にレベルアップしていく。
しかし、これまでの獲得賞金額がゼロだったため、その後のトーナメントに参加することもおぼつかなく、ローン会社の社長に借金をしながら悪戦苦闘を続けるチームきりたんぽは、活動の拠点をアメリカに移す。そこには、さらなる個性的なライバル達との戦いが待っていた……。

## 登場人物

### チームきりたんぽ
藤本草太、太子治、谷田部光一の3人によって構成される。 結成後のプロ初試合は兵庫県・フランダースカントリーで行われた「第12回チワワンオープン」。結果は後半追い上げるものの18番でミスし、10位タイ。
藤本草太（ふじもと そうた）
一応、本作の主人公。チームきりたんぽ所属のプロゴルファー。ボールのパーソナルマークは「風にそよぐ雑草三本」。
元々飛ばし屋志向で、それにふさわしい充分以上の運動能力とパワーを持ち、その上勝負度胸もある、と素質だけなら超一流。
だが、「全ホールバーディを狙う」「1ラウンド18アンダー」がモットーの大馬鹿者である上に短気で大雑把、とメンタル面が超三流でまるでゴルファー向きでないため、全く試合に勝てないダメゴルファー。
モンキーローンの田所社長とは何か因縁があるらしく、彼曰く、「草太はわしのサナダムシじゃ」（その因縁の詳細は、最終回に彼が自ら告白している）。
ゴルファーとしての仕事が無い時は、社長を手伝い、モンキーローンの借金取り立て人をしている。
使用アイアンは宮置鉄工所製作の漆黒のアイアン、「アイアンクロウ」。（バンカーからでも深いラフからでも強烈なバックスピンの効いているボールが打てる）
自らの意志で90度以上ボールを曲げられる特技を持つ（フック・スライスどちらでも可能）。またチーム結成以前の無茶苦茶なプレー経験からかトラブルショットにもかなり強い。
「トヨンダオープン」のプレーオフ、ムーベス・ジェラウンとの一騎討ちでスタイミー（グリーン方向に木などがあって邪魔なこと）な位置から、110度ものインテンショナルスライスショットを打ち出して奇跡のアルバトロスを決め、悲願の初優勝を飾った。
ちなみに優勝カップは、太子の実家の仏壇にお供えされている（当初は勤務先の「モンキーローン」の事務所に置く予定だった）。
赤ん坊の時に工事現場で起こった事故で両親を亡くしたため、親の顔を全く知らずに育った孤児である。
好物はおにぎり。
得意技は「投身自殺ショット」（バンカーなどの淵にボールがある場合に使用。バンカーの方に倒れこみながら芝ごとえぐり打つ）「鍬入れショット」（木が後ろにあってテークバックが取れない時に使用。クラブのライ角を使い鍬を振るうように打つ。ただし失敗するとボールが地面にめり込んでしまう）など。
「草太のスタンス」終了1年後から始まる「草太の恋」では、自身の暴走癖と意地っ張りのせいで、1年間のシード権を全て台無しにした上にチームを解散させてしまい、元のダメゴルファーに逆戻りして日本に舞い戻っており、予選落ちを繰り返していたが、女子プロを目指すが自身のプレースタイルを決めかねている張場美波里が押し掛けキャディーとなり・・・。
太子治（たご おさむ）
チームきりたんぽ所属の、草太専属キャディ。山形県の農家出身。山形弁と八重歯と伸ばした後ろ髪がトレードマーク。チームの中では一番背が高い。
身体的能力は並だが、コース戦略や芝目の読みは素晴らしく、マイト竿崎から直々にスカウトを受けるほどの能力を誇る。
対してメンタル面では、天性の度胸無しという、草太とは正反対の意味での致命的欠点のため、これまた全く試合に勝てないダメゴルファーであった。
チームきりたんぽ結成と同時に谷田部と共にプロの道を諦め、草太の専属キャディとなった。チーム名「きりたんぽ」の命名者でもある。
草太のパワーを制御する技「喜怒哀楽ショット」を谷田部と共に編み出したり、アメリカ編では流暢な英語を話すなど（英検準1級）陰の努力は惜しまない。普段は「オラライン」でラインを読むが、絶好調になると「オラスキャン」（「オラライン」の上を行く「農民パワー」の最上級。立体的にラインを読むことができる。プロテストの時、この能力のおかげで合格できた）を使うことができる。
谷田部光一（やたべ こういち）
チームきりたんぽのチームリーダーにして発案者、草太専属のスイングコーチ。身体に不釣合いな大きい頭がトレードマーク。
実家は埼玉県所沢市で開業医を営む。2人兄弟の次男で、兄が実家を継いでおり、彼自身は事実上、家族から勘当されている。
メンタル面は並だが、幼少時から趣味で独自構築したスイング理論は、誰が見ても完璧の域。
だが身長150cmと身体能力に全く恵まれず、せっかくのスイング理論を自前で実践できなかったために、やはり、全く試合に勝てないダメゴルファーであった。
そのため、チームきりたんぽ結成と同時に、太子と同じくプロの道を諦め、チームリーダー兼草太専属のスイングコーチとなった。
チームの経理・マネージメントも担当する。英検2級。試合中はアドバイス禁止ということもあり、ギャラリーロープ越しにやきもきする場面も多いが、肝心な局面ではVサインやサムズアップ等による「男通信」で草太や太子と意思疎通を図っている。

### ライバル
花咲 司（はなさき つかさ）
アマチュアチャンピオンの称号をひっさげ、プロの世界へ転向したエリートゴルファー。ボールのパーソナルマークは「満開の桜一輪」。
草太のインテンショナルスライスを目の当たりにして以来、彼を宿命のライバルとして見るようになる。アメリカ進出を将来目指していたが、草太とプレイしたい気持ちから思いとどまっていた。
後にきりたんぽメンバーがアメリカに渡っていたのを知り、アメリカ入りしている。
球筋はストレート、基本的に低く打ち、転がしてカップを積極的に狙っていく。
草太を追って「トヨンダオープン」に出場。初日3オーバーと出遅れるものの、2日目・最終日にスコアを伸ばし、草太・マイト・ムーベスとともにプレーオフに。2ホール目（17番ショート）でバーディパットを外し、2人目（マイトは失格）の脱落者となった。
バーディパットを外した原因は、最終日の17番でマイトがつけたスパイクマークであった。それに激昂した彼は、脱落したその足でマイトに文句を付けに行ったが、「実力不足」と一蹴されている。
大風原野（おおかぜ げんや）
『風の大地』をパロディしたような、詩人ゴルファー。実家は和菓子屋「大風堂」。ボールのパーソナルマークは「自分の太い眉毛」。
言うことだけは百人前だが（キャディからは「この言い訳日本一」と言われた）度胸なしの実力なしで、よく刻むためになかなかバーディーはとれない、口先止まりの典型的ダメプロ。
それだけならばまだいいが、裏表の差が極めて激しく、他人の目が届かないところでは躊躇なく違反行為を乱発してはばからない、ある意味、本作きっての悪徳ゴルファー。
「チワワンオープン」予選を60位タイ（17番まで1アンダーであったがパーパットをショートしてイーブンとなった。この結果、61位だった草太が60位タイに浮上した）で通過。最終日の16番ホール、3打目を盛大にダフッて、大きなディボットを作り、ボールはクリークへ。最終組を回っていた草太のティショットは350Y近く飛んだものの、運悪くこのディボットにはまり、5番アイアンを曲げてしまう原因を作った。
得意技は「勇気のショット」だが、大抵カップの手前で止まる。
唯一、キャラデザインが大幅に変わっている。
三浦和友（みうら かずとも）
「チワワンオープン」予選ラウンドで草太、田岡とラウンドした飛ばし屋の新人プロ。学生チャンピオンの肩書きを持っている。
ホセ・ブロンコ
ネイションワイドツアー「フライドオイスタークラシック」マンデーで草太と同じ組で回った、言葉に訛りを持つメキシコ人。ボールのパーソナルマークは「ヒゲ」。
顔がチャールズ・ブロンソンにそっくり。呪術的なことも可能で、自身のヒゲを抜いて奇妙な呪文を唱えることにより「厄払い」ができる。
ソーラ・ビーンズ
ネイションワイドツアー「フライドオイスタークラシック」マンデーで草太と同じ組で回ったアメリカ人選手。ボールのパーソナルマークは「ソラマメ」（ソーラ＝ソラ、ビーンズ＝マメ）。
キャディである父・エーダとはそりが合っていないようである。
太子曰く「派手さはないが、なかなかしっかりした技術を持った選手」。
マイク・ハナサン
アメリカの若手のホープ。草太たちにネイションワイドツアー参戦を勧めた。ボールのパーソナルマークは「アルファベットの『M』」。
脳スイングと体スイングが一致した、何度振っても一分の狂いも無い完璧で美しいスイングの持ち主。球筋は曲げようとしても曲がらない完全なストレートボール。好物は「チョコバー」。おばあちゃん子。その名前で分かる通り、インタビューの時、マイクを離さない。
ちなみに、キャディの名はベルナルド。2人のファーストネームを合わせると「マイク・ベルナルド」となる。
ファクソン兄弟
兄・レイニーがゴルファーで弟・ウィンディーがキャディ。ボールのパーソナルマークは「しゃれこうべにブッ違いの大腿骨」、言い換えれば、典型的な「海賊マーク」。
レイニーのニックネームは「干からび王」。ピッツバーグ出身。クロスハンドグリップでクラブを握る。
貧しかった幼少のころから荒地でプレイしていたため、ラフとバンカーが得意で、フェアウェイが全くダメ（上手く打てるかは2回に1回程度）。特にバンカーからのショットは驚異的で、それを利してグリーン周辺のバンカーから直接ボールをカップに叩き込むのが、彼らの必勝パターン。
JR田辺曰く「ゴルフ場が全部砂なら最強」。
彼らのプレイは、ティーショットをバンカーに打ち込むことから始まる。
ムーベス『グラマラス』ジェラウン
世界ランキング1位のゲロッパ。絶対距離感の持ち主。ボールのパーソナルマークは「G」。
世界最強のゴルファーにもかかわらず、モデルはジェームス・ブラウン。集中力が100%になるとジンマシンが出る特異体質。

### ダイナマイト軍団
マイト竿崎（竿崎 昇司）
ダイナマイト軍団総帥。ボールのパーソナルマークは「爆発寸前のダイナマイト」。ヘビースモーカー。
国内87勝。日本国内では強いが海外では勝てず。ただし、草太と同じ組の場合は草太への怒りで、国内で戦っているようなスーパープレーを見せる。
プロゴルファーになる前は相撲取りであり、五所瓦角（かく）という弟弟子がいた。必殺技は「おんどれショット」「めんどれショット（昔、銀座のねえちゃんに相手にされなかったことを思い出して怒りパワーでぶっ飛ばす…らしい）」など。
「トヨンダオープン」では、藤本、花咲、ムーベス・ジェラウンと4人でプレーオフに突入…したと思われたが、1ホール終わった時点で本戦の「過少申告」（18番のアプローチ時、マイトのキャディが持っていたピンにボールが当たってしまった。これは2打罰となる。これを申告しないでスコアカードを提出した場合、「過少申告」で競技失格となる）が発覚したため競技失格。賞金ゼロという憂き目に遭った。
他プレイヤーへの有形無形の妨害を常套手段とする、紳士とは程遠い人物ではあるが、まともに闘っても国内王者を名乗るにふさわしい高い実力の持ち主である。
モデルはジャンボ尾崎こと尾崎将司。
ニトロ竿崎（竿崎 健人）
マイト竿崎の弟。パワーでは兄・昇司をも上回る。ボールのパーソナルマークはレイニー・ファクソンと同様「海賊マーク」。（「草太の恋」では兄マイトの次の意味の「2」となっている）
モデルはジャンボ尾崎の実弟、ジェット尾崎こと尾崎健夫。
口癖は「しょっぱいぜ○○」。大概、○○の部分には、「兄貴（マイト竿崎のこと）」が入る。
田岡五郎
マイト軍団の番頭。トーナメント6勝。「マイトの影は踏んじゃいけねぇ」を信条とし、マイト竿崎を勝たせる為ならなんでもやる、「正々堂々」を嫌いな言葉と言い切る性格だが、52インチの長尺ドライバーを完璧に使いこなすなど、プロゴルファーとしての実力は本物。既婚者。
三瓶一平（みへい いっぺい）
マイト軍団の若頭。三瓶の「三」と一平の「一」を足して田岡から「四平（よんぺー）」と呼ばれては訂正する。

### モンキーローン
田所社長
消費者金融「モンキーローン」の社長兼「チームきりたんぽ」のスポンサー。耳たぶ（福耳）がトレードマーク。
昔は工事現場の監督であった。
商売柄か金にはとことんうるさい人物だが、基本的には情に篤く責任感の強い善人で、草太との関わり合いにおいて、それが如実に表れている。
三郎（さぶ）
「モンキーローン」の従業員。元暴走族。草太を兄貴分として慕って止まない、気持ちのいい若者。
頬骨が高く、ニキビの跡が盛大に残ったあばた面が特徴。歯が全てボロボロになっており、「シンナーやってたんだろ…」と周りの人間に言われているが、本人は頑強に否定している。
恵子さん
「モンキーローン」の受付嬢。
いい加減いい歳ではあるが、多情で男女関係のトラブルが絶えない。「草太のラフII」序盤では、彼女の起こしたトラブルが物語の幕開けとなる。

### 宮置鉄工所
宮置鉄瓶（みやじ てつびん）（父）
宮置玉鋼（みやじ たまはがね）（母）
宮置鉄兜（みやじ てつかぶと）（息子）
砂鉄から起こし手作業で鍛造して作る、黒いアイアン「アイアンクロウ」を作っている。草太に目をつけ、使ってもらって宣伝している。借金をしているらしく、首吊りまでしようと思うぐらいだったが、きりたんぽの活躍によりアイアンクロウの売り上げが好調。

### その他
JR田辺
4歳でJRの全駅名を覚えたというカメラマン。生粋の「ナゴヤン（名古屋人）」で名古屋弁を話す。
自称「チームきりたんぽ4番目のメンバー」だが、自分の名を上げるために彼らを利用している感が強く、目的のためには彼らの行く手を阻む行為も辞さない食わせ者。
園越鮒子
JR田辺の上司で編集長。関西弁。